# میرکو پاگلیارینی
میرکو پاگلیارینی (انگلیسی: Mirko Pagliarini؛ زادهٔ ۲۸ اکتبر ۱۹۷۵) بازیکن فوتبال اهل ایتالیا است.
از باشگاه‌هایی که در آن بازی کرده‌است می‌توان به باشگاه فوتبال ویرتوس لانچانو، باشگاه فوتبال کروتونه، باشگاه فوتبال پیزا، باشگاه فوتبال جنوآ، و باشگاه فوتبال آولینو اشاره کرد.